# Aeroportul Municipal Cheraw
Aeroportul Municipal Cheraw (IATA: HCW, ICAO: KCQW, FAA LID: CQW) este un aeroport din Carolina de Sud, Statele Unite ale Americii ce deservește zona Cheraw⁠(d). A fost numit după zona deservită.
Situat la o altitudine de 73 m, aeroportul dispune de 1 pistă.

## Infrastructură

### Piste
Aeroportul dispune de o singură pistă. Pista 8/26 are suprafața de asfalt și dimensiunile 5.000 picioare × 75 picioare. 